# 레베카 코리

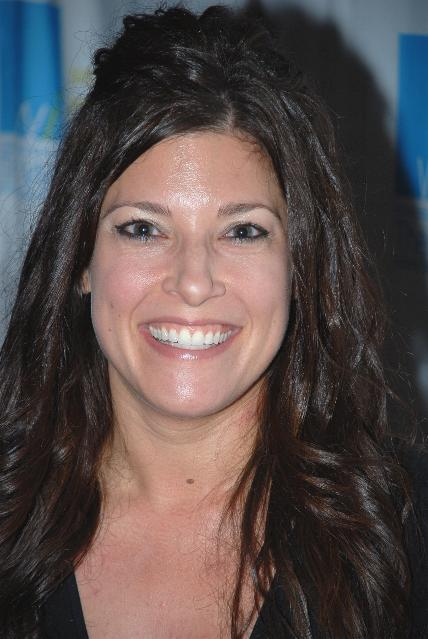

레베카 코리(Rebecca Corry, 1971년 3월 23일 ~ )는 미국의 배우, 텔레비전 배우, 영화배우이다.
켄트에서 태어났다.

## 방송
- 원 빅 해피

## 영화
- 원 빅 해피 (2015년)
- 예스 맨 (2008년)
- 빅 팻 라이어 (2002년)